# Zilchia aspoekorum
Zilchia aspoekorum е вид десетоного от семейство Pseudothelphusidae. Видът не е застрашен от изчезване.

## Разпространение и местообитание
Разпространен е в Белиз и Мексико (Веракрус и Чиапас).
Обитава сладководни басейни, реки и потоци.

## Описание
Популацията на вида е стабилна.